# Diuris bracteata
Diuris bracteata är en orkidéart som beskrevs av Robert Desmond David Fitzgerald. Diuris bracteata ingår i släktet Diuris och familjen orkidéer. Inga underarter finns listade i Catalogue of Life.